# Associació de Bombers Voluntaris de la Generalitat de Puigcerdà
L'Associació de Bombers Voluntaris de la Generalitat de Puigcerdà és l'associació que agrupa els bombers voluntaris de Puigcerdà creada el 2000.
Entitat constituïda l'any 2000, tot i que la història del parc de bombers de Puigcerdà s'inicia al s. XIX coincidint amb l'aparició dels primers cossos de bombers a Catalunya. Formada per voluntaris, la seva dedicació i compromís amb la comarca de la Cerdanya demostren l'esperit solidari que distingeix aquest cos de salvament. Amb voluntat de servei col·lectiu, aquesta associació ha dut a terme un treball eficaç en favor de la seguretat ciutadana i la preservació del paisatge cerdà.
El 2018 va rebre la Creu de Sant Jordi.